# 민솔유
민솔유(본명: 민지영)는 대한민국의 개그우먼이다. 2015년 SBS 웃음을 찾는 사람들로 데뷔하였고, 현재 EBS 최고다! 호기심딱지 시즌4에서 조연으로 활동하고있다.

## 소개
대한민국의 개그우먼, 코미디언 겸 방송인이다.
웃찾사 시절에는 미녀 개그우먼 캐릭터로 활동했기에 코너에서 남자 개그맨들이 맡는 남자 역할의 관심을 받는 예쁜 여성 역할을 많이 맡았고, 신인시절 코너 내에서 조연이나 단역일때도 지나가는 미녀나 코너 주인공의 연인이나 짝사랑 같은 관심대상 역할을 많이 했었다.
개그우먼으로 뽑혀 생활하기 전에 연극 같은 무대공연도 했었고, 방송에서 리포터나 재연배우로 출연하기도 했었다고 한다. 개그우먼이 되고 활동하다가 웃찾사가 없어지고 나서다. 방송국 개그우먼으로서의 일은 못하지만 방송인으로서 방송 진행자나 리포터일은 계속 주기적으로 하고 있다.
현재는 ebs WHY 최고다! 호기심딱지 시즌4에서 조연으로 활동하고있다.
유튜브 채널 웃커플에서 남자친구와 함께 이 세상 텐션이 아님을 여지없이 보여주고 있기도 하다. 해당 채널 유튜브 구독자들에게 호평을 받고 있고 우연히 채널 영상에 유입된 사람들에게 인기를 얻고있고 구독자도 점차 늘고있으며 해당 영상을 한번도 안본 사람은 많지만 한번만 본 사람은 없다는 표현이 적절할 정도로 중독성이 있는 캐릭터이다.

## 출연작

### 방송
- SBS 웃찾사 <피도 눈물도 없이>&<해석남녀>&<인터뷰>&<환상 속의 그녀>&<만호형님>
- KBS 개그스타 시즌2
- EBS 방귀대장 뿡뿡이 ‘멀티’
- EBS WHY 최고다! 호기심딱지 시즌3
- EBS 딩동댕 유치원
- EBS 봉구야 말해줘
- 대교 어린이TV ‘진짜 어린이’ 출연
- MBN 실제상황 기막힌 이야기 조단역
- 연극 <대박포차> 최은영, 할머니 역
- 어린이 뮤지컬 <헬로 파미파미> 세균뿡 역
- 코코엔터테인먼트 <조이풀 콘서트>
- 다이아 페스티벌 ‘키즈존’ MC
- 비프루브 오피스어택 MC
- 다이어트 레깅스, 바른세상병원 광고
- 청하 CF 모델
- 싱글888 CP로 활동중
- 캐리TY웃키즈 (빨강이역)